# Ларин, Иван Васильевич (колхозник)
Иван Васильевич Ларин (2 марта 1907 года, село Любичи, Московская губерния — 8 января 1986 года) — бригадир фермы колхоза «Красная Заря» Луховицкого района Московской области. Герой  Социалистического Труда (1949).
Родился в 1907 году в многодетной крестьянской семье в селе Любичи Московской губернии. Окончил начальную школу в родном селе. С 1929 года работал скотником-пастухом в колхозе «Красная Заря» Луховицкого района. Позднее назначен бригадиром молочно-товарной фермы. В 1937 году на ферме было получено 4200 килограмм молока от каждой фуражной коровы. Перед началом войны было получено в среднем по 5505 килограмм молока от каждой коровы. Участвовал в Великой Отечественной войне. В 1941 году оборонял Москву. После войны возвратился в родной колхоз, где снова стал возглавлять бригаду доярок.
В 1948 году бригада Ивана Ларина получила в среднем по 5996 килограмм от каждой коровы. За выдающиеся трудовые достижения удостоен звания Героя Социалистического Труда указом Президиума Верховного Совета СССР от 7 октября 1949 года с вручением ордена Ленина и золотой медали «Серп и Молот».
Воспитал шестерых детей.
Скончался в 1986 году.
Награды
- Герой Социалистического Труда
- Орден Ленина — трижды
- Орден Отечественной войны 2 степени
- Медаль «За победу над Германией в Великой Отечественной войне 1941—1945 гг.»

## Источник
- Герои Социалистического Труда, Администрация Луховицкого муниципального района Московской области